# Il giorno del falco
Il giorno del falco (Locked On) è un romanzo techno-thriller scritto da Tom Clancy con Mark Greaney pubblicato nel 2011.

## Trama
Jack Ryan si candida alle elezioni presidenziali. John Clark assieme a Jack Ryan jr. devono affrontare un nemico, il generale pakistano Riaz Rehan, alleato con i terroristi islamici.

## Personaggi
- Jack Ryan jr., agente CIA
- John Clark
- Riaz Rehan, generale pakistano

## Edizioni
- Tom Clancy e Mark Greaney, Il giorno del falco, collana BUR Narrativa, Rizzoli, 2012,  p. 712, ISBN 978-88-17-06793-5.